# Ken Ichijouji
Ken Ichijouji (一乗寺 賢?, Ichijōji Ken) è un personaggio immaginario della seconda stagione dell'anime dedicato all'universo di Digimon, Digimon Adventure 02.
Ken è l'ultimo membro ad unirsi alla squadra di Digiprescelti di Adventure 02. Il suo Digimon partner è Wormmon ed è il possessore della Digipietra della Bontà. Al contrario degli altri bambini prescelti di Adventure 02, Ken vive a Tamachi, zona vicina ad Odaiba. Inizialmente soggiogato dai malvagi panni dell'Imperatore Digimon, Ken, una volta ravvedutosi, prova in tutti i modi ad espiare i suoi atti malvagi e, strada facendo, viene aiutato anche da Davis e dagli altri Digiprescelti.
È doppiato in giapponese da Romi Paku in quasi tutti i media e da Arthur Lounsbery in Digimon Adventure: Last Evolution Kizuna e in italiano da Monica Bertolotti in Adventure 02 e da Federico Viola in Digimon Adventure: Last Evolution Kizuna.

## Tra Digimon Adventure e Digimon Adventure 02
Da bambino, Ken ebbe sempre la sensazione di essere ignorato dai suoi genitori, che rivolgevano tutte le loro attenzioni a suo fratello Osamu, un bambino prodigio. Nonostante lui ed il fratello andassero generalmente d'accordo, Ken soffrì enormemente il fatto di trovarsi sempre nell'ombra di Osamu.
Ken fu uno dei nuovi Digiprescelti di tutto il mondo ad aiutare la squadra di Digimon Adventure nella loro battaglia contro Diaboromon. Mesi dopo, mentre si trovava con Osamu nella sua stanza, un Digivice fuoriuscì improvvisamente dallo schermo del computer di Osamu. Quel Digivice era per Ken, ma nessuno dei due poteva saperlo. Osamu chiuse il Digivice nella propria scrivania, intimando a Ken di non toccarlo e giurando che avrebbe scoperto di cosa si trattasse. Ken, preso da curiosità infantile, toccò però il Digivice e fu catturato dalla luce del computer di Osamu e portato a Digiworld. Una volta lì, incontrò il suo Digimon partner Wormmon ed aiutò Ryō Akiyama a combattere Millenniummon. Tuttavia, quando Millenniummon venne sconfitto, il Digimon malvagio estrasse dal suo corpo frammenti di dati sotto forma di Semi delle Tenebre. Ken spinse Ryo lontano dalla traiettoria dei Semi, ma uno di questi lo colpì, infiltrandosi nella base del suo collo.
Wormmon e Ryo si presero cura del ragazzo per tre settimane, finché questo non si riprese e poté tornare nel mondo reale, dove scoprì che era ancora lo stesso giorno in cui era partito a causa della differenza dello scorrere del tempo tra i due mondi. Osamu rimproverò duramente Ken per aver tradito la sua fiducia ed aver toccato il Digivice; in seguito a questo, Ken si ritrovò ad odiare profondamente il fratello e a desiderare che questo scomparisse. Poco tempo dopo, Osamu morì, travolto da una macchina in corsa. Ken si sentì tremendamente in colpa per la morte del fratello in seguito al suo desiderio, che in qualche modo era stato esaudito.
Poco tempo dopo la morte di Osamu, una e-mail ricevuta da un individuo misterioso (Yukio Oikawa, come rivela lui stesso a Ken) gli suggerisce di usare il Digivice per rifuggire la sua colpa. Ken segue il suo suggerimento e viene trasportato nel Mare Oscuro di Dragomon. Il suo Digivice, immerso nel Mare Oscuro, si trasforma in una versione oscura del Digivice D-3 e Ken inizia ad assumere diversi aspetti di Osamu come conseguenza della crescita del Seme delle Tenebre all'interno del suo corpo. Da allora, Ken diviene un genio, eccellendo in qualsiasi cosa, dallo sport ai giochi d'intelligenza come gli scacchi o il judo, diventando facilmente il giocatore più forte della squadra di calcio della Tamachi, in cui detiene il record per il numero di reti segnate in una sola stagione: quarantacinque. Tuttavia, mentre il Seme delle Tenebre porta avanti il suo lavoro, Ken diviene velocemente apatico nei confronti della società, vedendo ogni individuo che lo circonda come una patetica seccatura, compresa la sua famiglia. E così, Ken espande le sue mire al mondo che una volta lo aveva messo a dura prova: Digiworld.

## Digimon Adventure 02
Ken ritorna a Digiworld e, tramite le sottili ed invisibili manipolazioni di Arakenimon, assume i panni dell'Imperatore Digimon e si impadronisce dei Digimon usando gli Anelli del Male, congegni molto simili agli Ingranaggi Neri che Devimon usava sull'Isola di File, con i quali schiavizza un grande numero di Digimon. Gli Anelli del Male rendono i Digimon completamente obbedienti all'Imperatore e sono riconoscibili per gli occhi rossi che contraddistinguono i Digimon schiavizzati. Ken spesso li usa per divertimento, facendo ad esempio combattere due di loro in un'arena simile al Colosseo o tenendoli intrappolati in sofisticati sistemi di gabbie.
Ken fa la sua prima apparizione (come sé stesso) durante un servizio di un telegiornale dedicato alla sua vittoria in una gara tra programmatori di computer. Le notizie riportano anche diversi riconoscimenti conferitigli in passato in discipline come gli scacchi, nel judo e nel calcio. Nella versione giapponese originale, viene specificato che, se Ken si fosse trasferito negli Stati Uniti, sarebbe stato in grado di andare in qualsiasi università grazie alla sua intelligenza, benché frequenti solo la quinta elementare.
Nei panni dell'Imperatore, Ken affronta molte battaglie contro i nuovi Digiprescelti a causa della sua decisione di governare Digiworld con il pugno d'acciaio. Gli Obelischi di Controllo di Ken impediscono ai Digimon di digievolvere naturalmente, ma i Digimon di Davis, Yolei e Cody riescono ad armordigievolvere per sconfiggere i Digimon schiavizzati dall'Anello del Male. Successivamente, anche i Digimon di TK e Kari scoprono di poter armordigievolvere e i due ragazzi si uniscono di diritto ai nuovi Digiprescelti. Durante una battaglia, i ragazzi capiscono che gli Obelischi di Controllo manovrano i Digimon in schiavitù ed iniziano a distruggere anche quelli.
Infine, durante una partita di calcio nel mondo reale, Davis infortuna la caviglia destra di Ken in un tentativo di impedirgli di segnare. Durante il loro successivo scontro a Digiworld, Davis nota la ferita sulla gamba dell'Imperatore e Ken si rivela. Di conseguenza, Ken abbandona il mondo reale e decide di vivere a Digiworld, assumendo l'identità dell'Imperatore Digimon permanentemente. Durante questo periodo, crea le Spirali del Male per controllare anche i Digimon di livello evoluto ed alcuni Digimon di livello campione come l'Agumon di Tai (che viene costretto da Ken a digievolvere prima in SkullGreymon e poi in MetalGreymon). I suoi genitori, senza notizie su dove possa essere andato il figlio, sono disperati e fanno diverse apparizioni in televisione per provare a trovare Ken.
Quando la sua creazione, Kimeramon, si ribella al suo volere e viene susseguentemente distrutta da Magnamon con l'aiuto di Wormmon nell'episodio "Il coraggio di Wormmon", Ken non riesce a credere di aver perso tutto. Ken inizia a farneticare di resettare Digiworld, continuando a credere si tratti solo di un programma per computer. Quando i Digiprescelti gli spiegano che è un posto reale e che i Digimon sono creature viventi, Ken, dopo aver ricordato di avere visto i loro Digimon alla partita di calcio contro Davis, va in crisi, rendendosi conto della crudeltà inflitta da lui, e la successiva morte di Wormmon gli riporta alla mente anche la morte di Osamu. Distrutto, Ken barcollando torna a casa; non prima, però, di aver ricevuto la sua Digipietra della Bontà (優しさの紋章 Yasashisa no Monshō).
Ken dorme per giorni, caduto in uno pseudo-coma, dove ricordi di suo fratello, del Digivice e del suo primo viaggio a Digiworld gli ritornano in mente. Quando si sveglia, Ken è preda di un'amnesia e non riesce a riconoscere i suoi genitori. Ken torna a Digiworld dove, alla Città della Rinascita, si riunisce a Leafmon, la forma primaria di Wormmon. Da allora, Ken giura di espiare i vergognosi peccati commessi come Imperatore Digimon. Quando compie il giuramento, viene a sapere che è stato usato per tutto il tempo da Arakenimon, quando il Digimon penetra a casa di Ken e preleva tutti i dati riguardanti gli Obelischi di Controllo dal computer del ragazzo. Con Stingmon (forma campione di Wormmon), Ken inizia lo scoraggiante compito di distruggere tutti gli Obelischi eretti da lui stesso.
Inizialmente, dopo essere venuto a conoscenza che Ken è tornato e si sta comportando assennatamente, Davis vuole convincere Ken ad unirsi alla squadra, ma nessuno degli altri Digiprescelti approva l'idea, Cody in particolare. Gli altri ragazzi, infatti, si convincono che Ken sia ancora malvagio quando il ragazzo ordina a Stingmon di distruggere un Thunderballmon nel villaggio in cui si trova l'asilo. I Digiprescelti credono che Thunderballmon sia un vero Digimon, ma in realtà questo era stato creato da Arakenimon modificando un Obelisco di Controllo. Quando i ragazzi vengono a sapere della cosa nella battaglia successiva, iniziano anche loro ad accettare Ken.
Ken diventa ufficialmente un membro della squadra poco dopo che ExVeemon e Stingmon DNAdigievolvono in Paildramon per sconfiggere un'altra delle creazioni di Arakenimon. Nonostante si unisca alla squadra, Ken si sente a disagio nei confronti degli altri, Cody in particolare, a cui ancora non va a genio per i suoi errori passati. Tuttavia, Ken aiuta in tutte le battaglie contro Arakenimon, Mummymon e BlackWarGreymon.
Quando in tutto il mondo appaiono dei Digimon il giorno di Natale, Ken e Wormmon vanno a Città del Messico con Matt e Gabumon per aiutare Chichos e Gotsumon a radunare i Digimon selvaggi che si trovano lì. Successivamente, quella stessa notte, quando Ken torna a casa sogna della sua prima volta a Digiworld e del Seme delle Tenebre. Il giorno dopo Demon e le sue Armate di Demon iniziano ad apparire a Tokyo, causando caos mentre sono alla ricerca di Ken e del Seme delle Tenebre. Tuttavia, Arakenimon riesce a convincere Ken ad andare con lei, usando i bambini da lei "rapiti" per motivarlo.
Una volta all'interno del suo camion, Ken incontra Oikawa, l'uomo che Ken aveva visto al funerale di Osamu anni prima, che gli rivela la vera natura del Seme delle Tenebre. Oikawa lega le mani di Ken con la sua sciarpa e scannerizza i dati del Seme delle Tenebre dal suo collo. Quindi, copia questi dati negli altri bambini, tutti lì di loro spontanea volontà. Davis, Veemon e Wormmon saltano sul camion e, quando Demon attacca, liberano Ken. Dopo gli eventi che culminano con il bando di Demon dal mondo reale e con la fuga di Oikawa, Ken finalmente presenta Wormmon ai suoi sconvolti genitori. Il giorno seguente, ora consapevole di cosa stia succedendo, il padre di Ken è felice di aiutare il figlio ed i suoi amici a cercare Oikawa, che è un suo vecchio collega di lavoro.
Il 30 dicembre, Ken e gli altri Digiprescelti (con Matt, Izzy e Joe) si trovano ad Hikarigaoka, aspettando l'arrivo dei bambini infetti dal Seme delle Tenebre. Quando si trovano tutti lì, Oikawa li raggiunge ed inizia il processo, usando i Semi, per convertire le energie dei bambini in energia che lui può usare per entrare a Digiworld. Ken chiede di sapere perché è stato lui il prescelto per diventare l'Imperatore Digimon e a cosa servano veramente gli Obelischi di Controllo. Oikawa spiega con gioia le sue ragioni e poi apre il portale per Digiworld. I Digiprescelti di Adventure 02 lo seguono, ma scoprono di non essere andati per niente a Digiworld, bensì in un'altra dimensione alquanto bizzarra. A questo punto il fantasma di Myotismon, un nemico dei Digiprescelti originali, si rivela essere la causa scatenante di tutti gli eventi di Adventure 02. Il Digimon spiega di come entrò nel corpo di Oikawa poco dopo la sua sconfitta e di come lo usò come tramite per riuscire nella sua vendetta. Abbandona, quindi, il corpo di Oikawa ed utilizza il potere dei Semi delle Tenebre per digievolvere in MaloMyotismon, la sua forma di livello mega più potente.
Il nemico inganna i ragazzi grazie a delle illusioni che mostrano i loro più grandi desideri. Per Ken, in qualche livello del suo subconscio, il desiderio è di vedere se stesso punito per i suoi crimini come Imperatore Digimon e di avere indietro suo fratello Osamu. Un'illusione di Osamu dice a Ken che ha già sofferto abbastanza ed è ora di lasciarsi tutto alle spalle. Ken non capisce, ma Wormmon gli rivela che è tutto un'illusione. Rendendosi conto di non poter cambiare il passato ma di poter aiutare il futuro, furioso per essere stato manipolato nuovamente, Ken si libera della sua colpa, urlando di non essere più l'Imperatore Digimon e che è stato punito abbastanza. E con questi pensieri, Ken aiuta nella battaglia finale contro MaloMyotismon.
Nell'anno 2027, Ken diviene un agente di polizia, con al suo fianco Stingmon. Sposa Yolei ed ha tre figli, una bambina con un Poromon, un bambino con un Minomon ed un bambino più piccolo con un Leafmon.

### Michi e no Armor Shinka
Quando Davis prova ad assumere il look dell'Imperatore Digimon, Ken prova a parlargli invano. Il ragazzo riesce ad ottenere il Digiuovo della Bontà e permette a Wormmon di armordigievolvere Pucchiemon per fermare Davis dal maltrattare con riluttanza Veemon pur di entrare nel personaggio.

### Digimon Adventure 02 Original Story 2003nen -Haru-
Nella traccia di Ken di questo drama audio, "Luce del sole in primavera", Ken ricorda suo fratello, gli errori commessi in passato e di quanto ora sia felice e grato.

### Diaboromon Strikes Back!
Tre anni dopo gli eventi di "Our War Game!", il malvagio Diaboromon riprende il suo regno del terrore su Internet: moltissimi Kuramon stanno bioemergendo via e-mail. Così, quando Tai, Matt ed i loro Digimon si recano nel cyberspazio per combattere nuovamente Diaboromon, gli altri si impegnano a rintracciare i Kuramon. Ken e Davis ne trovano uno che è stato preso da una bambina, la quale non vuole saperne di lasciarlo. Tuttavia, grazie a Veemon e Wormmon che distraggono la bambina, lo recuperano e lo spediscono ad Izzy affinché possa analizzarlo. Quando Davis viene a sapere che Kari, TK ed i loro Digimon sono andati ad aiutare i rispettivi fratelli maggiori ed Omnimon, il ragazzo chiede di andare a sua volta. Tuttavia, il suo bisogno di entrare in azione fa parte del piano di vendetta di Diaboromon - l'intero sciame di Kuramon emerge dal Digivarco aperto da Yolei prima di recarsi alla Baia di Tokyo per fondersi in Armageddemon. Dopo che Imperialdramon Paladin Mode riesce a sconfiggere il mostro, i Digiprescelti usano i loro Digivice - mentre gli spettatori i loro telefoni cellulari - per catturare i Kuramon. Una volta terminato il lavoro, Ken sembra molto provato, tanto che nella sigla di chiusura lo si vede dormire appoggiato ad una cassa insieme a Wormmon, Davis e Veemon.

## Accoglienza
Laura Thornton di CBR ha classificato Ken e Wormmon come la migliore coppia della serie Adventure 02. Kirsten Murray dello stesso sito ha classificato l'Imperatore Digimon come il secondo migliore antagonista di tutto il franchise. Amanda Mullen ha classificato Ken come il secondo migliore personaggio redento della serie. Justin Carter di Twinfinite ha classificato Ken come il sesto miglior Digiprescelto. Secondo WatchMojo, l'Imperatore Digimon è il secondo migliore antagonista del franchise.
Secondo un sondaggio condotto da Manga Entertainment, Ken è risultato il quinto personaggio preferito dagli utenti, ottenendo l'8% delle preferenze, posizione e percentuale condivise con Sora e Izzy.